# Australiens natur
Den här artikeln handlar om Australiens natur.

## Fauna

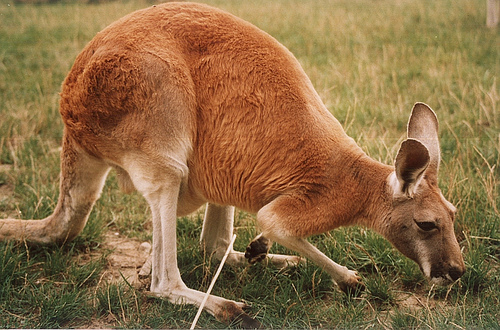
Röd jättekänguru (Macropus rufus), som också återfinns i Australiens riksvapen.

Australiens fauna innehåller ett stort antal djurarter som är unika för Australien. Ungefär 83 % av däggdjuren, 89 % av kräldjuren, 90 % av insekterna och de kustnära fiskarterna och 93 % av groddjuren i Australien finns endast här. Denna höga grad av endemism beror på kontinentens långvariga geografiska isolering, geologisk stabilitet och en ovanlig följd av klimatförändringar och jordmånsförändringar under geologisk tid. Ett unikt förhållande i Australiens naturliga fauna är att den innehåller mycket få däggdjur med moderkaka, medan pungdjur, fyller många av de ekologiska nischer där man på andra kontinenter finner djur med moderkaka.
De fem nu levande arterna av kloakdjur finns naturligt endast i Australien. Här finns också många giftiga djurarter, till exempel näbbdjur, spindlar, skorpioner, bläckfiskar, maneter och rockor. Ett unikt förhållande för Australien är att majoriteten av ormarterna är giftiga. Fågelfaunan är också märkvärdig men inte lika unik som för andra grupper. Runt 45% de 800 fågelarterna är endemiska. För fåglar har Australien inte varit lika isolerat som för andra djur. Bland de endemiska fåglarna finns stora icke-flygande arter som syrror.

### Kloakdjur och pungdjur

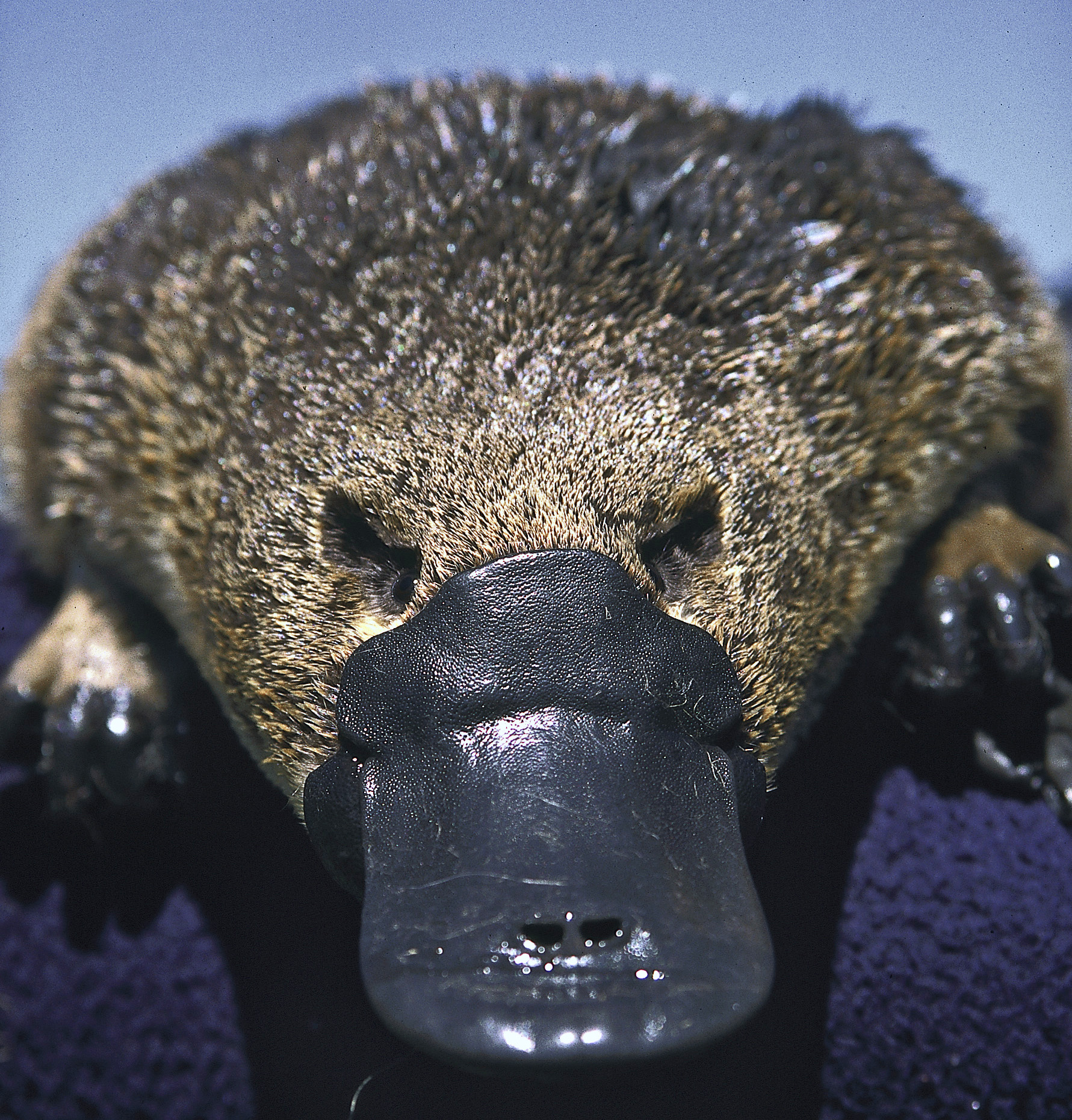
Ett näbbdjur.

Kloakdjuren är däggdjur, men de har en för däggdjur unik reproduktionsmetod: de lägger ägg i stället för att föda levande ungar. Två av de fem kända ännu existerande arterna av kloakdjur finns i Australien: näbbdjuret och det australiska myrpiggsvinet (med kort nos). De övriga tre hör till familjen myrpiggsvin och lever på Tasmanien och Nya Guinea.
Näbbdjuret är ett av de märkligaste djuren:
1. giftigt
2. lägger ägg
3. näbb som i hög grad liknar en andnäbb
4. amfibisk livsstil

När en näbbdjurspäls första gången visades för engelska naturalister, av Joseph Banks, i slutet av 1700-talet var de övertygade om att det handlade om ett skickligt utfört lurendrejeri. Det andra australiska kloakdjuret, myrpiggsvinet, är också märkligt, med sina håriga taggar och rörformade nos i stället för mun. Dess tunga kan röra sig 100 gånger per minut ut och in ur nosen, när den fångar termiter.
Australien har också den största och mest skiftande uppsättningen pungdjur: däggdjur som har en ficka på magen, där ungarna lever sin första tid. Pungrovdjursordningen Dasyuromorphia representeras av två nu levande familjer: Dasyuridae, med fem arter, och Myrmecobiidae med endast en nu levande art, myrpungdjuret.

## Flora

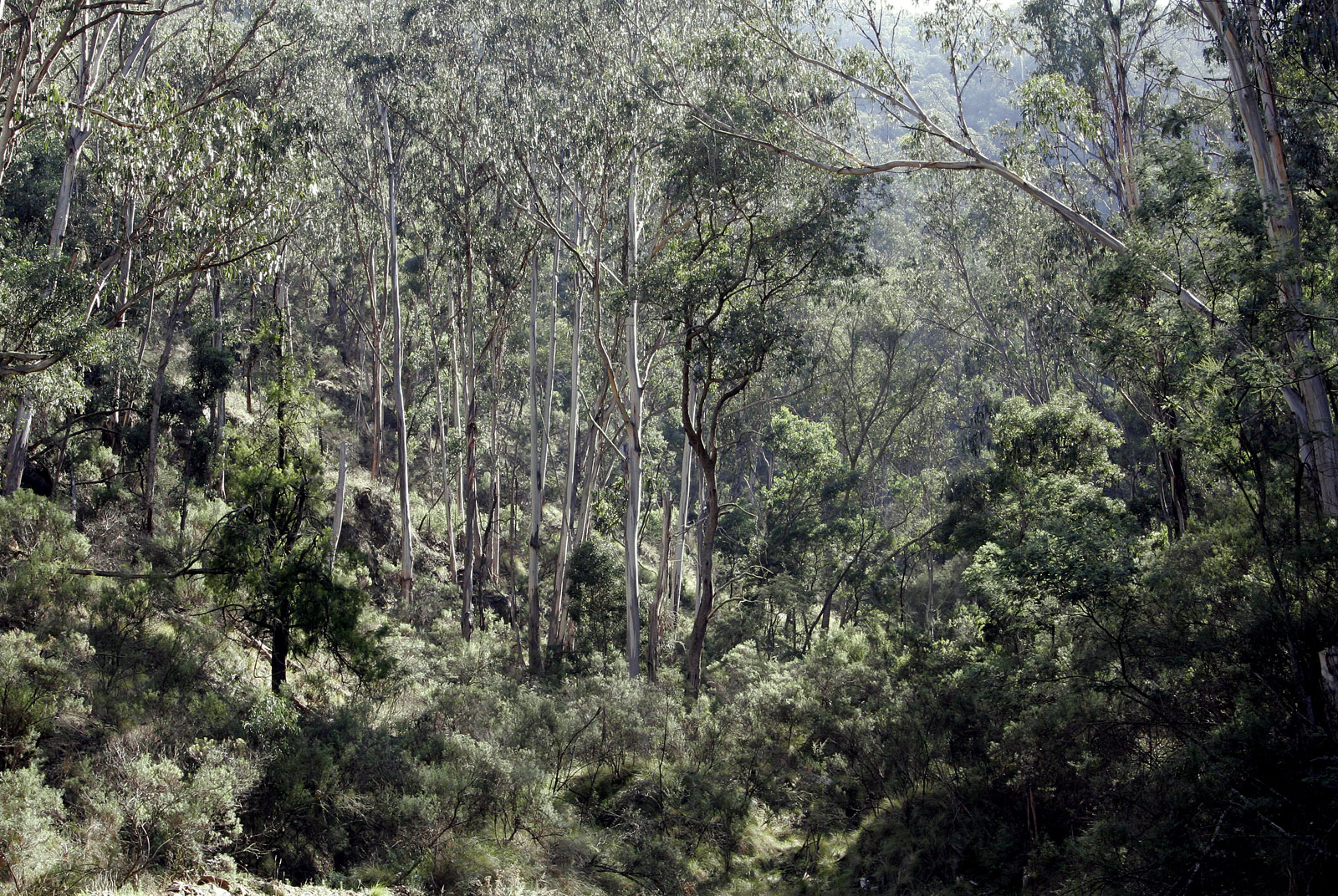
Eucalyptusskog i Victoria.

Australiens flora innehåller mer än 20 000 kärlväxtarter, 14 000 arter av växter utan kärlsystem, 250 000 svampar och mer än 3 000 lavar. Denna flora har stora likheter med den historiska kontinenten Gondwana och många av släktena av blomväxter förekommer endast här. Sedan den australiska kontinenten, under krita, separerades från det som nu är Asien, har dessa växter formats av det speciella klimatet. Anpassning till torra förhållanden och ofta förekommande bränder är vanliga, särskilt i familjerna Proteaväxter, Myrtenväxter och Ärtväxter.

## Människans inverkan
Aboriginernas kolonisering av Australien för mer än 40 000 år sedan och européernas kolonisering från och med år 1788 har haft djupgående inverkan på floran och faunan. 
Jakten, introducerandet av främmande arter och ny användning av marken, som innefattar förstörande av många djurarters livsmiljöer har gjort att många djurarter dött ut. Ohållbar markanvändning hotar fortfarande många arters överlevnad. 
Aboriginernas svedjebruk orsakade avsevärda förändringar i växternas utbredningsområden. Senare förändrades landskapet kraftigt av storskaligt jordbruk och städernas expansion. Minst 61 jordarter har utrotats och ytterligare 1 000 är starkt hotade.  
Australien har därför avsatt många naturreservat och infört långtgående lagstiftning för att skydda de hotade arter som finns kvar.